# Галван, Андре
Андре́ Луи́с Ле́йте Галва́н (порт. André Luiz Leite Galvão; род. 29 сентября 1982, Сан-Паулу, Бразилия) — бразильский боец смешанного стиля, чемпион мира и чемпион ADCC, обладатель чёрного пояса по бразильскому джиу-джитсу. Андре Галван является одним из основателей команды Atos, одной из топ-команд бразильского джиу-джитсу в мире. Многократный чемпион мира по грэпплингу, обладатель кубка мира по бразильскому джиу-джитсу.

## Биография
Андре Галван родился 29 сентября 1982 года в городе Сан-Паулу, Бразилия. В детстве он был довольно болезненным ребёнком и страдал от астмы. Отец отправил его на плавание. После двух лет занятий здоровье Андре существенно улучшилось, и он выбрал джиу-джитсу у наставника Луиса Карлоса Дагмара. Однако вскоре примерно через полгода после начала тренировок Андре был вынужден прекратить занятия из-за довольно бедственного положения его семьи. Будущему чемпиону пришлось трудиться в аптеке в течение двух лет. По его словам это был один из самых непростых периодов его жизни, ведь он чувствовал, что теряет джиу-джитсу. Как только положение в семье немного улучшилось, Андре попросил отца разрешить ему вернуться к тренировкам. Тот согласился, но поставил условие — постоянные победы в турнирах и чемпионатах. Андре начал тренироваться. В книге Drilltowin он пишет, что не обладал талантом, который был у многих занимавшихся, и большим трудом добивался того, что было у многих других за счёт генетики и природных данных. И по его словам именно это позволило ему добиться таких выдающихся результатов — упорство и кропотливая работа над всеми аспектами своего джиу-джитсу. Андре старался принимать участие во всех доступных соревнованиях и побеждал. Через некоторое время он познакомился со знаменитым мастером джиу-джитсу по имени Фернандо Аугусто, который больше известен по своему прозвищу — «Терере». Вскоре Андре начал тренироваться у Терере и долгое время жил в доме его родителей. И именно из его рук Галван получил чёрный пояс. Сегодня Андре Галван руководит собственной школой Atos Jiu-jitsu.

## ADCC
Галван начал свое выступление на самом авторитетном в грэпплинге турнире в 2007 году, в весовой категории до 77 килограммов. Андре уверенно шёл по сетке турнира и лишь в полуфинале уступил Пабло Поповичу, однако, в схватке за бронзовую награду, сумел одержать верх надо Майком Флавером. На этом выступления Галвана не закончились, он заявился в абсолютную весовую категорию, где также остановился в шаге от финала, уступив будущему победителю Роберту Драйсдейлу. В итоге, Андре взял ещё одну бронзу в схватке с Алешандре Феррейрой. В 2009 году на турнир, который проходил в Барселоне, Андре Галван выступал уже в весовой категории до 88 килограммов. На пути к финалу Галван выиграл у Касима Аннана, Криса Вайдмана и Дэвида Авеллана, но в главном поединке Галван попался на обратный треугольник в исполнении Браулиу Эштимы. В абсолютной весовой категории Андре уже в ¼ финала уступил Ксанде Рибейро. Выступление на турнире в 2011 году для Андре было самым успешным. Разбираясь со своими соперниками, Андре Галван стал победителем в своём и абсолютном весе. Им были повержены Гуннар Нельсон, Пабло Попович, Розимар Пальярис, Сержиу Мораис и Мурило Сантана. В 2013 году на турнире, который проходил в Пекине, организаторы свели в схватке Андре Галвана и его обидчика по финалу 2009 года Браулиу Эштиму. На этот раз выяснение, кто сильней, также не продлилось всё отведённое время — Андре успешно пресекал все атаки соперника и постоянно искал способ для улучшения позиции. В итоге Галван провёл удушающий приём.

## ММА
Карьера Андре Галвана в ММА началась в 2008 году. За период его выступлений он был связан с разными промоушенами. Его рекорд на сегодняшний день составляет 7 побед при 2 поражениях. Дебют вышел как нельзя лучше, первые три своих поединка Андре Галван выиграл, поймав соперников на рычаг локтя. Первое поражение Андре потерпел на турнире Dream 10 20 июля 2009 года — решением судей победу в том поединке одержал Джейсон Хейдж. Несмотря на первый неудачный опыт в ММА, Галван подписал контракт с организацией Strikeforce, под знаменами которой дебютировал 26 марта 2010 года в поединке с Люком Стюартом. По окончании трёх раундов решением судей Андре одержал победу. 21 августа 2010 года на турнире Strikeforce в Хьюстоне Андре в третьем раунде одержал победу техническим нокаутом над бойцом из Бразилии — Жоржи Патину. В этом же году 9 октября Андре участвовал в поединке с будущим чемпионом Strikeforce — Тайроном Вудли. Вудли полностью переиграл Галвана в стойке, и после нескольких тяжёлых попаданий и попытки добивания судья остановил поединок, который не продлился и двух минут.

## Статистика
| Боёв 7   | Побед 5 | Поражений 2 |
| -------- | ------- | ----------- |
| Нокаутом | 1       | 1           |
| Сдачей   | 3       | 0           |
| Решением | 1       | 1           |

| Результат | Рекорд | Соперник        | Способ                    | Турнир                                  | Дата            | Раунд | Время | Место                         | Примечание |
| --------- | ------ | --------------- | ------------------------- | --------------------------------------- | --------------- | ----- | ----- | ----------------------------- | ---------- |
| Поражение | 5-2    | Тайрон Вудли    | ТКО (Удары руками)        | Strikeforce: San Jose                   | 9 октября 2010  | 1     | 1:48  | Сан-Хосе (Калифорния), США    |            |
| Победа    | 5-1    | Жоржи Патину    | ТКО (Удары руками)        | Strikefocre                             | 21 августа 2010 | 3     | 2:45  | Хьюстон, Техас, США           |            |
| Победа    | 4-1    | Люк Стюарт      | раздельным решением судей | Srikefoce : Johnson vs. Mahe            | 26 марта 2010   | 3     | 5:00  | Фресно, Калифорния, США       |            |
| Поражение | 3-1    | Джейсон Хай     | Раздельное решение судей  | Dream 10                                | 20 июля 2009    | 2     | 5:00  | Сайтама (Сайтама), Япония     |            |
| Победа    | 3-0    | Джон Алессио    | болевым (рычаг локтя)     | Dream 8                                 | 5 апреля 2010   | 1     | 7:34  | Сайтама, Япония               |            |
| Победа    | 2-0    | Майки Гомес     | болевым (рычаг локтя)     | FSC: Evolution                          | 14 декабря 2009 | 1     | 3:59  | Онтарио, Канада               |            |
| Победа    | 1-0    | Джереми Меткелф | болевым (рычаг локтя)     | JG and TKT Promotions - Fighting 4 Kidz | 30 августа 2008 | 2     | 2:05  | Санта-Моника, Калифорния, США |            |